# Antonio Cabrini
Antonio Cabrini (Cremona, 1957. október 8. –) olasz labdarúgóhátvéd, 2012 óta az olasz női labdarúgó-válogatott szövetségi kapitánya. Pályafutása nagy részét a Juventusban töltötte. A válogatottal megnyerte az 1982-es labdarúgó-világbajnokságot.
2007-ben nagyon közel állt ahhoz, hogy a szíriai labdarúgó-válogatott szövetségi kapitánya legyen. A szövetség és annak szponzorai hosszas tárgyalások után végül nem jutottak megállapodásra. Az Al Jazeera Sports elemzője a Serie A-meccseken.